# Кассета тип-135
Кассета тип-135 — использующееся с 1934 года торговое название цилиндрических кассет, заряжаемых 35-мм рулонной фотоплёнкой с двухсторонней перфорацией. Стандартная ёмкость такой кассеты составляет 36 кадров малого формата 24×36 мм. Кроме полной длины, может быть заряжена укороченная плёнка на 24 и 12 малоформатных кадров. В зависимости от длины заряженной плёнки кассеты маркируются тремя подтипами: 135-36, 135-24 и 135-12, в которых последнее число отражает количество кадров малого формата. При других размерах кадра плёнка той же длины вмещает другое их количество. Некоторые производители в маркетинговых целях выпускали кассеты с незначительно увеличенной длиной плёнки, маркируя их, например, «36+» или «24+3 exp». Фотоплёнка в кассетах тип-135 может использоваться в малоформатных, полуформатных и панорамных фотоаппаратах.

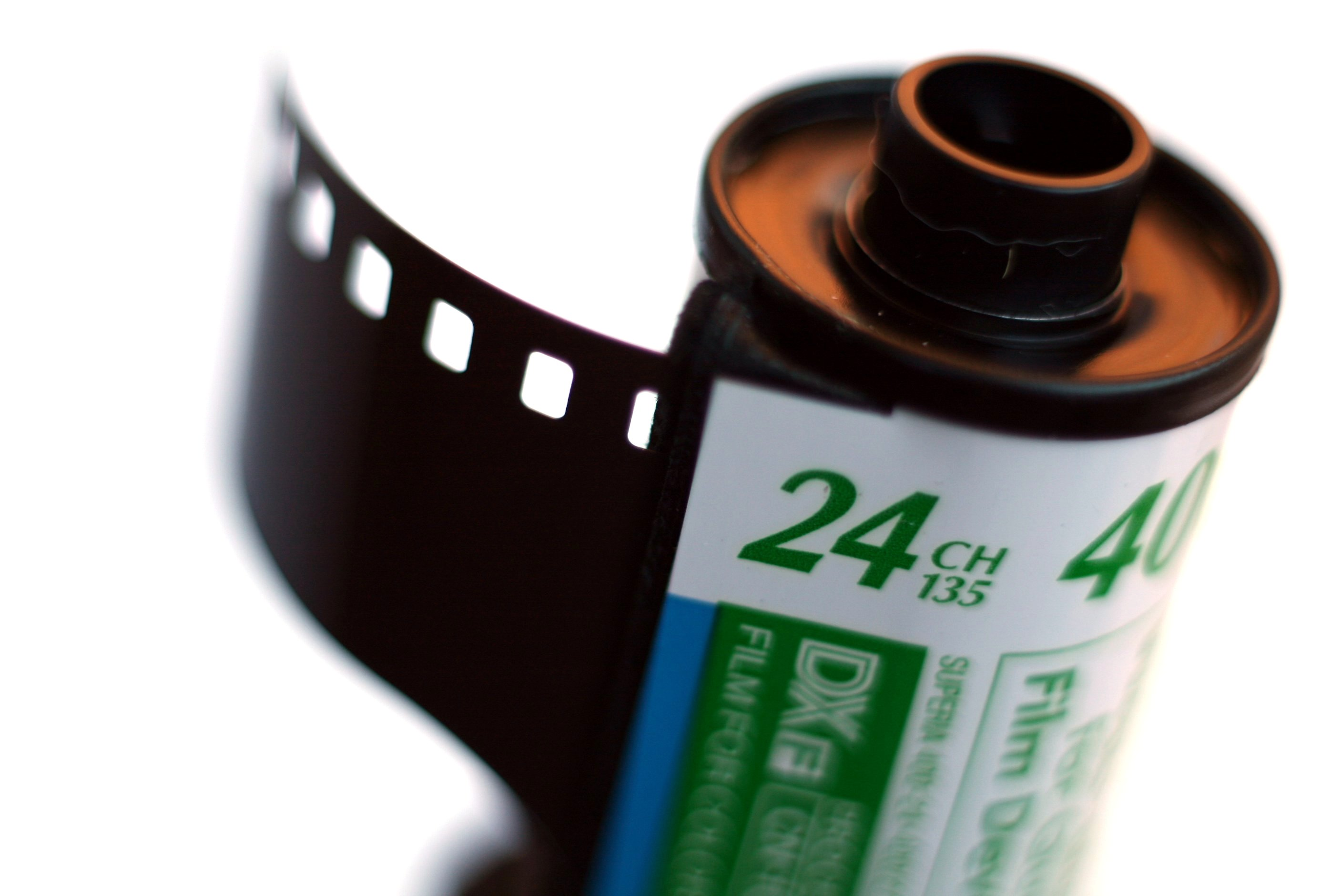
Кассета с плёнкой типа 135—24

На сегодняшний день (2020 год) один из немногих форматов фотоматериалов, остающихся на рынке после цифровой революции.

## Историческая справка

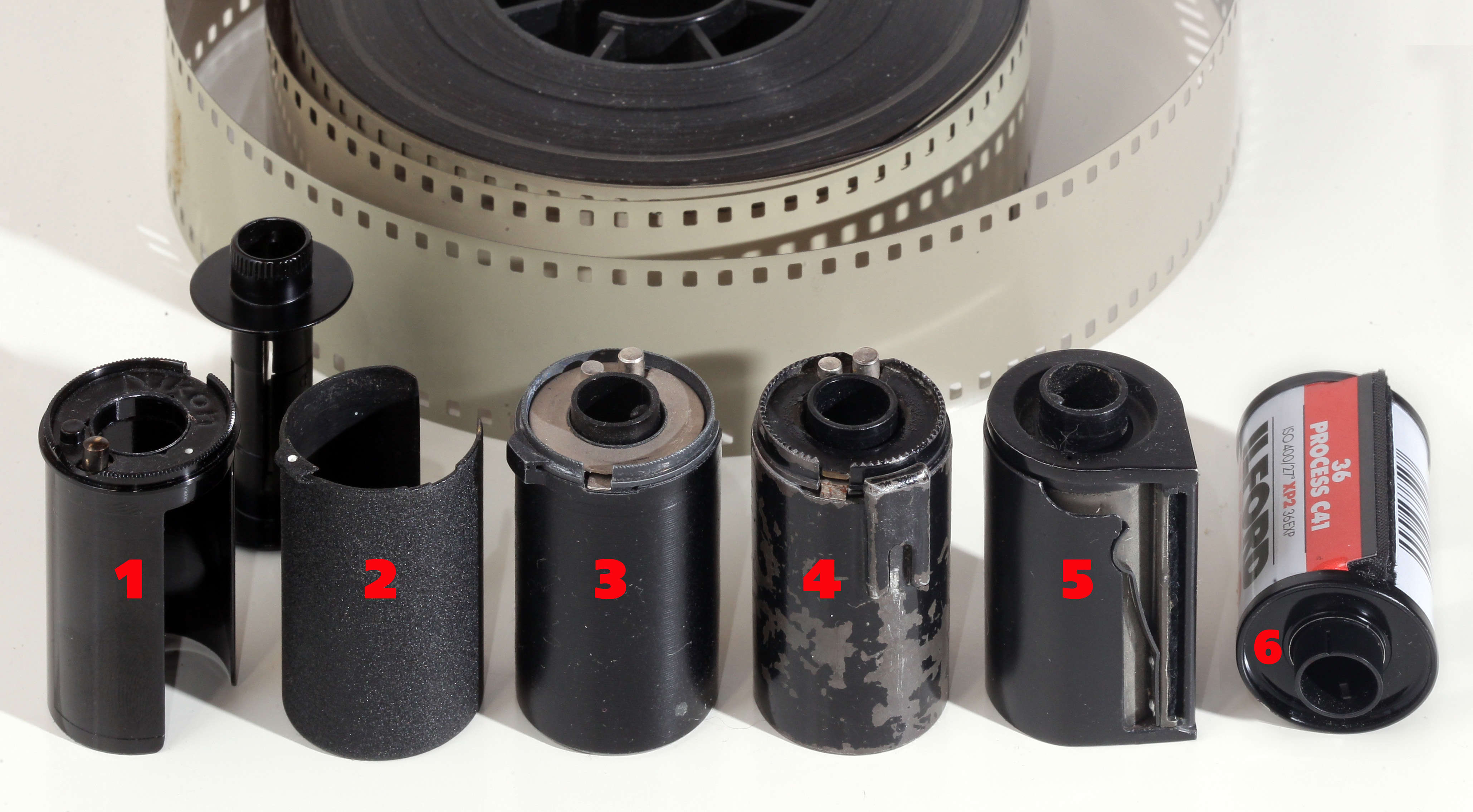
Различные типы кассет для 35-мм плёнки:
1 и 2 — внутренняя гильза и корпус шторной кассеты для фотоаппаратов Nikon SP и
Nikon F (система Contax);
3 — шторная кассета «ФКЦ» фотоаппарата «Киев» (система Contax)
4 — шторная кассета фотоаппаратов «ФЭД» и «Зоркий» (система Leica)
5 — двухцилиндровая флокированная кассета КМЗ для фотоаппаратов «Зоркий-6» и «Кристалл»
6 — одноразовая кассета тип-135

Малоформатные фотоаппараты появились во втором десятилетии XX века благодаря распространению и быстрому совершенствованию перфорированной 35-мм киноплёнки, получившей статус международного стандарта для кинопроизводства в 1909 году. Опытная модель первого такого фотоаппарата «Ur-Leica» в 1913 году была рассчитана на бескассетную зарядку, вмещая два метра киноплёнки (примерно 50 кадров малого формата). Серийную модель Leica I для возможности перезарядки на свету стали оснащать цилиндрическими кассетами, толщина корпуса которых вынудила уменьшить диаметр рулона, и стандартная длина плёнки сократилась до современных 1,65 метра.
При зарядке кассеты нужная длина отрезалась от большого рулона киноплёнки самостоятельно. Первые малоформатные кассеты были двухцилиндровыми («шторными») и состояли из металлических внешнего корпуса и внутренней гильзы, которая автоматически поворачивалась при запирании замков крышки фотоаппарата. В результате взаимного поворота щели корпуса и гильзы совмещались, образуя широкое окно для беспрепятственного прохода плёнки. При отпирании замков крышки фотоаппарата гильза поворачивалась обратно, образуя световой лабиринт и обеспечивая полную светонепроницаемость.
Конструкции шторных двухцилиндровых кассет создавались в процессе жёсткой конкуренции двух первых малоформатных фотосистем Leica и Contax. Патентные ограничения заставили производившие их компании Ernst Leitz и Zeiss Ikon разработать кассеты разных конструкций, вмещающие одинаковый запас плёнки. Несмотря на внешнее сходство, кассеты этих фотоаппаратов несовместимы друг с другом и непригодны для использования с другими типами аппаратуры. В СССР шторные кассеты «ФКЦ» и «ФКЛ» типа Leica выпускались для фотоаппаратов «ФЭД» и «Зоркий», а стандарт Contax использовался в камерах «Киев», «Ленинград» и «Старт». Кассеты не повреждали плёнку и имели неограниченный ресурс многократного использования благодаря латунному или цинковому корпусу и металлической катушке. Форма и размеры обоих типов шторных кассет в СССР были стандартизированы ведомственной нормалью НВ 2864-59/28.23.421.
Необходимостью поддержки таких кассет, удобных при намотке киноплёнки с рулона, объясняется длительное нежелание многих производителей внедрять в профессиональных фотоаппаратах откидную крышку вместо съёмной с поворотными замками. Однако, попытки сохранить привычную профессионалам возможность предпринимались многими производителями. На КМЗ выпускались кассеты с подпружиненным флокированным устьем, раскрывавшимся в фотоаппаратах «Зоркий-6» и «Кристалл» штифтом откидной стенки. Для камеры Nikon F2 выпускались кассеты AM-1 оригинальной конструкции, раскрывающиеся поворотным замком снизу корпуса.

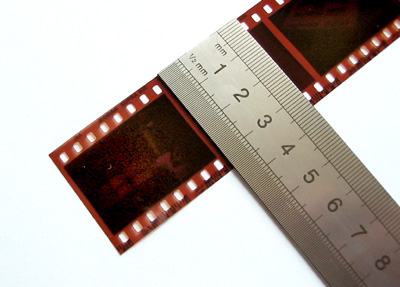
35-мм фотоплёнка с метрической линейкой

Широкое распространение «киноплёночных» фотоаппаратов, как их называли до конца 1950-х годов, привело к началу выпуска соответствующего фотоматериала, специально нарезанного до нужной длины. Основной причиной для этого стала возможность отказа от горючей киноплёнки на подложке из нитроцеллюлозы, стандартной для профессионального кинематографа до 1948 года. Особенности эксплуатации фотоплёнки позволяли использовать для неё ацетатную подложку, менее износостойкую, но пожаробезопасную. В 1938 году Eastman Kodak полностью прекратил выпуск 35-мм фотоплёнки на нитратной подложке.
Фотоплёнка начала поставляться заряженной в одноразовые кассеты упрощённой конструкции, в которых вместо светового лабиринта используется узкая флокированная щель для прохода фотоматериала.
Впервые такие кассеты с плёнкой, впоследствии получившие название «тип-135», были использованы компанией Kodak в 1934 году для серии своих фотоаппаратов Kodak Retina конструкции инженера Августа Нагеля (нем. August Nagel). Кассеты также подходили к камерам Leica, Contax и большинству остальных фотосистем, став со временем всеобщим стандартом в малоформатной фотографии. Одновременно с кассетами было стандартизировано и количество кадров, до этого зависевшее от длины намотанного вручную отрезка киноплёнки.
Название «тип-135» отражает ширину фотоматериала, а единица добавлена, чтобы исключить путаницу с более ранним стандартом 1916 года. Два других типа 35-мм фотоплёнки 235 и 435 выпускались без кассеты со светозащитным ракордом, и предназначались для зарядки в шторные кассеты Leica и Contax на свету. Плёнка 335 предназначалась для стереофотоаппаратов. Впоследствии стандарт 135 трансформировался в ISO-1007.
К концу 1960-х годов плёнка в кассетах типа 135 превзошла по популярности плёнку типа 120 (которая до того момента была самой распространённой) и больше не уходила с лидирующей позиции, даже несмотря на появление на рынке новых форматов (828, 126, 110 и APS). В СССР шторные кассеты постепенно уступили место более дешёвым многоразовым «ФК-1», пригодным для любых фотоаппаратов и аналогичных одноразовым типа-135.
Кассета типа 135 в настоящее время имеет, как правило, неразборную металлическую конструкцию, позволяющую легко заряжать фотоаппарат на свету. Отснятая плёнка сматывается из кассеты и отрезается вручную или автоматически (в фильм-процессоре), а пустая кассета выбрасывается. С 1983 года кассеты типа 135 снабжаются DX-кодом, предназначенным для автоматического считывания длины плёнки и значения светочувствительности   фотоаппаратом. Вместо металлической одноразовой кассеты некоторые производители фотоматериалов, например восточногерманская ORWO, использовали пластмассовую без DX-кода. Внутри кассеты плёнка намотана на пластмассовую катушку. В фотоаппарате плёнка сматывается из кассеты на приёмный сердечник, вместо которого в некоторых моделях камер может использоваться аналогичная разборная кассета. После зарядки производят 2—3 холостых срабатывания затвора, чтобы пропустить засвеченный участок, а после съёмки всей плёнки она сматывается обратно в кассету.
При использовании приёмной кассеты обратная перемотка не требуется, и возможно извлечение частично экспонированной плёнки с сохранением её остатка. Некоторые фотоаппараты, например Canon EOS 300, перед началом съёмки полностью перематывают всю плёнку из кассеты на приёмную катушку. В этом случае съёмка начинается с последнего кадра, а плёнка сматывается в кассету и после окончания вынимается без перемотки. 

## Размеры

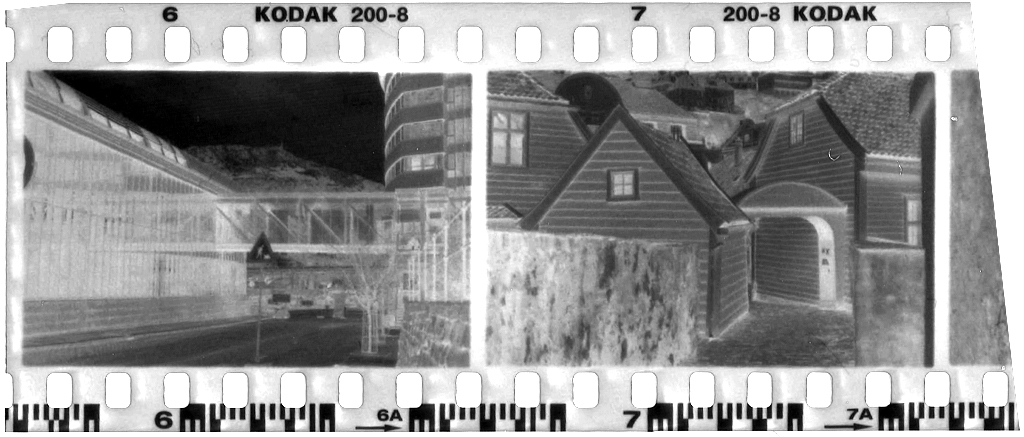
Чёрно-белый негатив с размером кадра 24×36 мм.

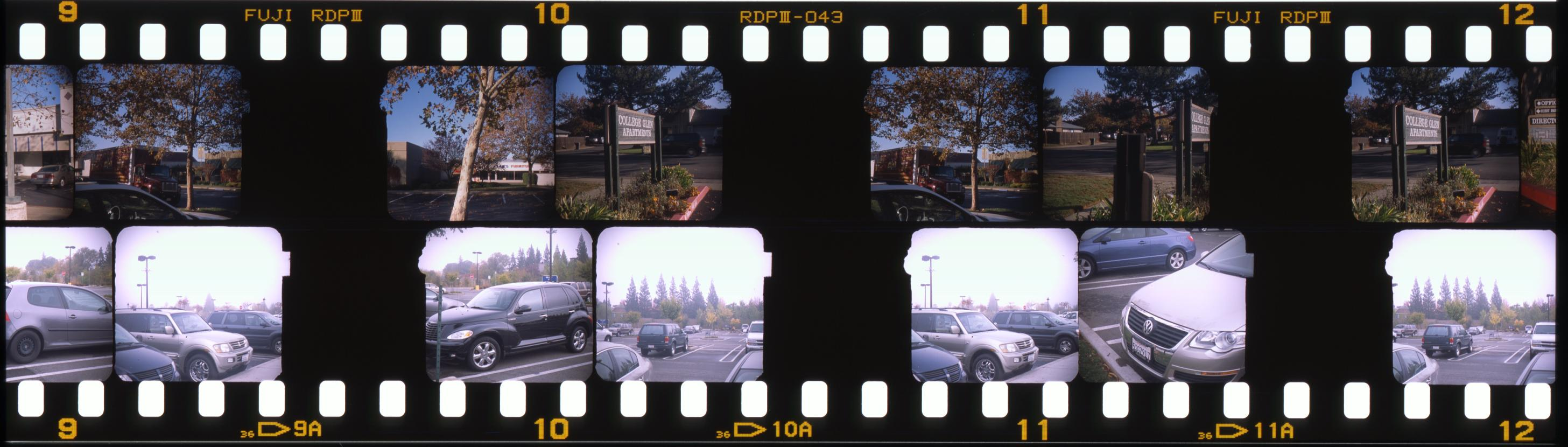
Цветная обращаемая фотоплёнка, отснятая стереокамерой View-Master Personal Stereo Camera

Во всех кассетах тип-135 используется фотоплёнка, снабжённая единственным типом перфорации Kodak Standard (KS), применяемым в позитивной киноплёнке. Это относится как к негативным, так и к обращаемым сортам фотоплёнки. В отличие от СССР, где для всех типов киноплёнки использовалась одинаковая перфорация KS, в остальных странах негативная киноплёнка снабжается другой перфорацией Bell & Howell (BH 1866). В кассетах тип-135 используется фотоплёнка только с «позитивной» перфорацией с «длинным» шагом 4,75 мм. В иностранных источниках такая перфорация обозначается KS-1870, что означает размеры и форму перфорации Kodak Standard и её шаг 0,1870 дюйма.
Длина заряженной в кассету плёнки может быть разной и составлять 722 мм для плёнки на 12 кадров, 1178 мм для 24 кадров и 1634 мм для 36 кадров. Эти размеры включают длину зарядных ракордов. В некоторых случаях на плёнку стандартной длины можно снять до 40 кадров, особенно если зарядка фотоаппарата производится в темноте. В этом случае экономится длина, расходуемая на засвечиваемый зарядный ракорд.
Количество получаемых кадров, рассчитанное для малоформатных фотоаппаратов, в камерах с другими размерами кадрового окна отличается.
Так, полуформатные фотоаппараты, использующие этот же тип плёнки, при её стандартной длине дают 72 кадра размером 18×24 мм. Кадр в таких камерах располагается длинной стороной поперёк плёнки, и его шаг составляет 4 перфорации, вместо 8 в «полнокадровых» фотоаппаратах. Встречались также камеры с форматом кадра 24×34 мм (Nikon M), 24×32 и шагом в 7 перфораций (Minolta-35, Nikon I и «Весна»), 24×30 («ФЭД-Стерео»), 24×24 (Robot, Taxona/Tenax I), а также панорамные (с увеличенной шириной кадра) — 24×110 («ФТ-2»), 24×58 («Горизонт»), 24×65 мм (Hasselblad X-pan) и др. Во всех случаях количество кадров на ролике «тип-135» отличается от стандартного, например, «японский формат» 24×32 мм гарантированно позволял отснять 40 кадров, а «ФТ-2» — только 12.

## Современное использование
К началу распространения цифровой фототехники из всех рулонных фотоматериалов сохранился выпуск 35-мм плёнки в кассетах тип-135 и бобинах, а также «рольфильма» тип-120. Все прочие стандарты, включая Усовершенствованную фотосистему с плёнкой типа IX 240, считавшуюся перспективной, так и не оправдали возлагаемых разработчиками надежд и вышли из употребления. В настоящее время вся плёночная фототехника вытесняется с рынка цифровой аппаратурой и возможность распространения других форматов маловероятна. В июне 2009 года в прессе появилось сообщение от Джейн Хелляр, председателя одного из подразделений Eastman Kodak, о намерении прекращения производства фотоплёнки Kodachrome, которая выпускалась с 1942 года.
Образ 35-миллиметровой кино-фотоплёнки широко эксплуатируется в качестве символа при оформительских работах и в графическом дизайне.